# Hans-Gerd Padeken
Hans-Gerd Padeken (* 20. Dezember 1926 in Enjebuhr, Wesermarsch) ist ein deutscher Chemiker, bekannt als Herausgeber des Houben-Weyl (Handbuch der Organischen Chemie).
Padeken, der Sohn eines Bauern, wurde 1966 an der Universität Tübingen in Chemie promoviert (Photochemische Untersuchungen: ein Beitrag zur Photooximierung von Cyclanen und Versuche zur Phosphonylierung von Cyclohexan). Er leitete in den 1980er Jahren die Zentralredaktion des Houben-Weyl beim Georg Thieme Verlag in Stuttgart.
1987 erhielt er als Herausgeber des Houben-Weyl mit dem Redaktionsteam den Literaturpreis des Fonds der Chemischen Industrie.